# تترابوتیل‌آمونیوم
تترابوتیل‌آمونیوم (انگلیسی: Tetrabutylammonium) یک کاتیون آمونیوم چهارتایی با فرمول [N(C4H9)4]+ است که به [NBu4]+ نیز نشان داده می‌شود (که در آن Bu = گروه بوتیل است). در آزمایشگاه پژوهشی برای تهیه نمک‌های چربی‌دوست از آنیون های معدنی به کار می‌رود. نسبت به مشتقات تترا اتیل آمونیوم، نمک‌های تترا بوتیل آمونیوم چربی دوست‌تر هستند اما با سهولت کمتر متبلور می‌شوند.